# Gouvernement de Petite Russie
1764–1802
Entités précédentes :
- Hetmanat cosaque

Entités suivantes :
- Gouvernement de Tchernigov
- Gouvernement de Poltava

Le gouvernement de Petite Russie (en russe : Малороссийская губерния, malorossiïskaïa goubernia) est une division administrative de la Russie impériale, qui se trouve aujourd'hui en Ukraine. Le gouvernement exista de 1764 à 1781 puis de 1796 à 1802.

## Premier gouvernement de Petite Russie
Le gouvernement est formé en 1764 à partir de territoires de l’ancien Hetmanat cosaque et est organisé en 10 régiments (полк). La capitale est initialement Gloukhov, puis Kozelets et finalement Kiev à partir de 1775.
En 1781 le gouvernement de Petite Russie est supprimé et remplacé par trois provinces (namestnitchestvo) : Novgorod Severski, Tchernigov et Kiev.

## Second gouvernement de Petite Russie
Les réformes administratives de Paul Ier aboutissent à la recréation du gouvernement de Petite Russie en 1796, réunissant les trois provinces historiques et en y adjoignant des territoires de Poltava et Krementchouk mais sans Kiev et ses environs. La capitale du gouvernement est alors Tchernigov et le gouvernement compte 20 ouïezds.
En 1802 le gouvernement est divisé en deux gouvernements distincts : Tchernigov et Poltava.